# Anna Wikström
Anna Wikström (* 31. März 1992 in Mora) ist eine schwedische Biathletin.
Anna Wikström startet für den IFK Mora SK (Mora Biathlon). Sie trainiert in Östersund, wo sie auch an der Mittuniversitetet studiert. Mit dem Biathlonsport begann sie im Alter von 13 Jahren, nachdem sie schon seit dem Alter von fünf Jahren Skilanglauf betrieben hatte.
Wikström gab ihr internationales Debüt bei den Juniorenweltmeisterschaften 2010 in Torsby. In ihrer schwedischen Heimat erreichte sie die Ränge 35 im Einzel, 38 im Sprint, 41 im Verfolgungsrennen und mit Anna Svedin Thunström und Ingela Andersson im Staffelrennen den Platz sieben. Zwei Jahre später erreichte Wikström in Kontiolahti die Plätze neun im Einzel, 47 im Sprint und 43 im Verfolgungsrennen. Mit Emma Nilsson und Anna Svedin Thunström wurde sie zudem im Staffelrennen 15. Zum dritten und letzten Mal nahm sie 2013 in Obertilliach an einer Juniorenweltmeisterschaft teil und kam auf die Ränge 30 im Einzel, 22 im Sprint und 27 im Verfolgungsrennen.
Bei den Frauen debütierte Wikström international zum Auftakt der Saison 2012/13 in Idre im IBU-Cup. Ihr erstes Sprintrennen beendete sie nicht, im Folgenden wurde sie 50. Erste internationale Meisterschaften bei den Frauen wurden die Europameisterschaften 2015 in Otepää. Dort erreichte sie im Einzel den 58. Platz, qualifizierte sich als 56. des Sprintrennens für das Verfolgungsrennen, in dem sie sich auf den 48. Platz verbesserte, und wurde im Staffelrennen an der Seite von Anna Magnusson, Linn Persson und Ingela Andersson Achte.
Seit 2011 nimmt Wikström sporadisch auch an Skilanglaufrennen zunächst der Juniorinnen, später auch in FIS-Rennen und Rennen des Scandinavian Cups, teil.